# Steve Webster (motorcoureur)

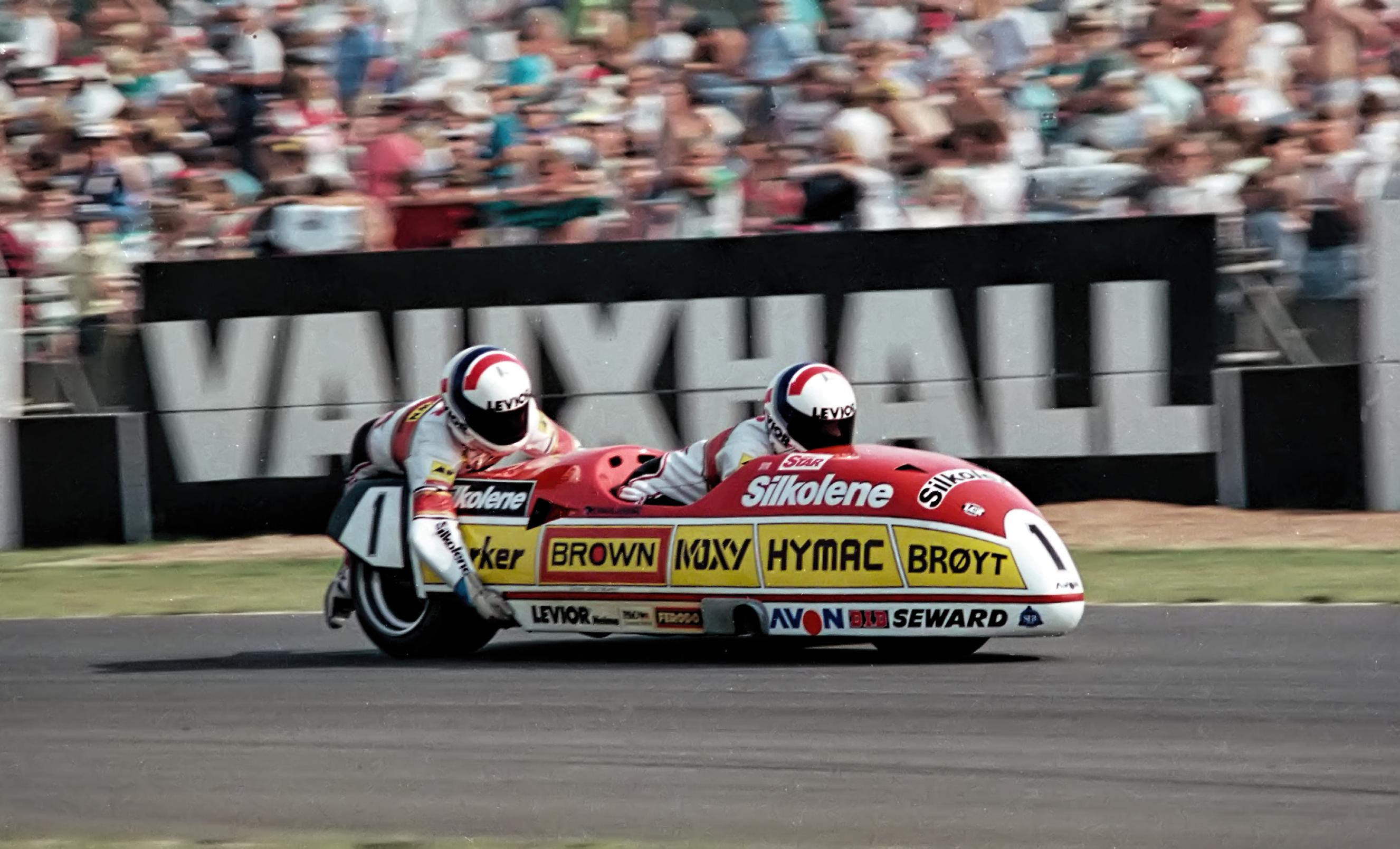
Steve Webster en Tony Hewitt in 1989

Steve Webster (Easingwold, 7 januari 1960) is een Brits motorcoureur en tienvoudig (wereld)kampioen in de zijspanklasse.
Webster begon zijn racecarrière op negentienjarige leeftijd met het rijden van clubraces en vervolgens nationale races. In 1983 maakte hij de overstap naar het wereldkampioenschap wegrace. Datzelfde jaar was eveneens zijn enige jaar waarin hij, samen met vaste bakkenist Tony Hewitt, aan de Isle of Man TT deelnam. In deze race wist Webster niet te finishen.
De eerste wereldtitel behaalde Webster samen met bakkenist Hewitt in 1987 op een LCR-Yamaha. Ook in de daarop twee volgende jaren en in 1991 bekroonde Webster zijn raceseizoen met de wereldtitel. Nadat de FIM in 1997 de zijspanklasse de wereldkampioenschapsstatus had ontnomen en de klasse als World Cup door het leven ging, wist Webster vier jaar achtereen de titel te veroveren. Tussen 1997 en 1999 reed hij met vaste bakkenist David James en in 2000 met Paul Woodhead. Met deze laatste won Webster in 2003 en 2004 zijn laatste twee titels in de inmiddels tot Superside omgedoopte klasse. Gedurende het seizoen 2005 kondigde Webster vanwege gezondheidsproblemen, na de eerste twee races gewonnen te hebben, zijn onmiddellijke vertrek aan als coureur.